# Wolant (moda)

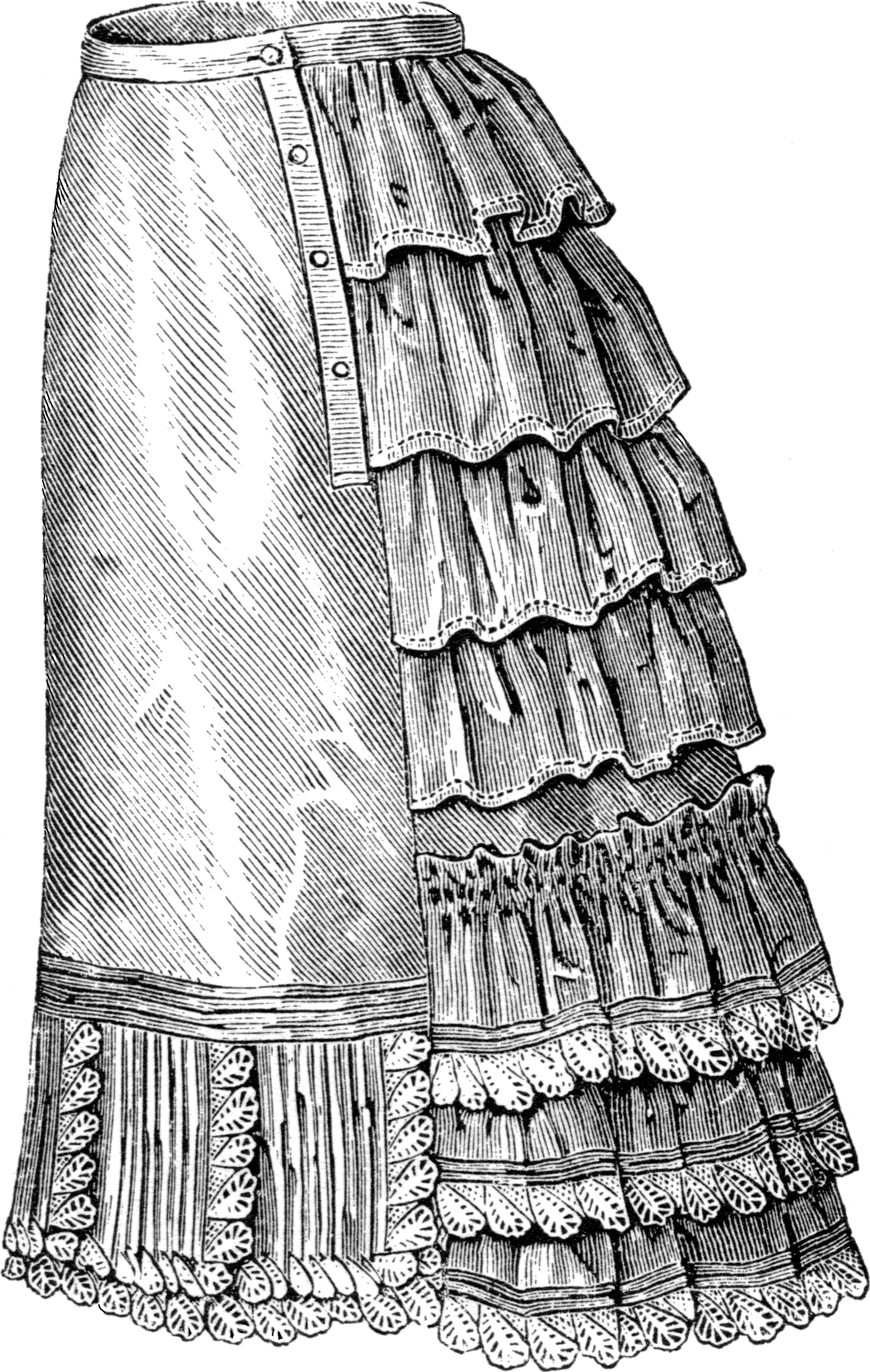
Wolanty naszywane kloszowo na halce

Wolant (fr. voler – latać, fruwać) – rodzaj falbany naszywanej na ubiorze kobiecym, a także powiewna suknia z takimi falbanami noszona w XVIII-XIX wieku.  
Określano tak luźny, marszczony pasek tkaniny bądź też lekką ukośną draperię wszytą jednym brzegiem do stroju i poruszającą się pod wpływem powietrza – skąd pochodzi nazwa. Element ten występował już w sukniach kobiet kreteńskich w postaci kilkunastu kolejnych naszywek poziomych; nieodłączną częścią kloszowych spódnic stał się od ok. 1550 r. p.n.e.
W nowożytnej Europie wprowadzany coraz szerzej od połowy XVIII stulecia. Rozpowszechniony jako ozdoba sukien, spódnic, a nawet kobiecej bielizny (halki) w XIX wieku. Modny szczególnie w epoce Drugiego Cesarstwa jako element krynolin zdobionych obfitością poprzecznych draperii wykonanych z koronek. 
Nazwę tę później odnoszono i do samej lekkiej, powiewnej sukni wykańczanej w ten sposób, w Polsce noszonej w połowie XVIII wieku.